# Le Domaine de Rocheveyre
 (avril 2021).
Si vous disposez d'ouvrages ou d'articles de référence ou si vous connaissez des sites web de qualité traitant du thème abordé ici, merci de compléter l'article en donnant les références utiles à sa vérifiabilité et en les liant à la section « Notes et références ».
Le Domaine de Rocheveyre est un roman de Jean-Paul Malaval publié en 1999.

## Résumé
En juillet 1914 Baptiste, 46 ans, paysan à Rocheveyre (Corrèze), achète 3 ha à son voisin. Son fils Germain est mobilisé et revient infirme, André est mort. Il reste Alexandre à qui Baptiste lègue la majorité du domaine en 1919. Il emprunte et achète des vaches. Il devient maire de Marzac. Il épouse Émilienne, veuve, en 1927, qui lui donne Arnaud en 1931. En 1935 il se met à la culture et Baptiste meurt. En 1938 elle a Richard. En 1941, selon un arrêté de Pétain, le conseil municipal est dissous et Alexandre est destitué. En 1943 Émilienne découvre qu'Alexandre et Germain sont résistants et ils la font partir. Alexandre est arrêté puis libéré par le FTP et réélu maire. En 1954 il lègue le domaine à Arnaud qui plante des pommiers. Germain se tue. Émilienne meurt vers 1959, Alexandre en 1963 puis Arnaud en 1964. Richard vend le domaine.